# Disney's Aladdin in Nasira's Revenge
Disney's Aladdin in Nasira's Revenge es un videojuego de plataformas basado en la franquicia de Aladdín que fue desarrollado para PlayStation y PC por Argonaut Games y distribuido por Disney Interactive en el año 2000. En el juego, Aladdin,  Abu y Jasmine luchan contra la hermana de Jafar, Nasira, que quiere traerlo de vuelta a la vida. Nasira's Revenge recibió críticas generalmente promedio.

## Jugabilidad
El jugador asume el control de tres personajes en el juego: Aladdin,  Abu y Jasmine. Las habilidades de Aladdin van desde luchar con espadas hasta saltar y pisotear. Abu puede saltar, rodar y trepar por las paredes hasta cierto punto. El personaje de Jasmine se esconde en una olla para su nivel, por lo que el jugador puede esconderse y saltar.
El jugador recolecta monedas de oro en cada nivel y lucha contra una variedad de villanos. Los entornos del juego varían y permiten la interacción. Hay minijuegos al final de cada nivel: lanzar pasteles, surfear, andar en monopatín y saltar sobre nubes.

## Trama
Disney's Aladdin in Nasira's Revenge está ambientado después de los eventos de El retorno de Jafar, durante la serie de televisión y antes de Aladdín y el rey de los ladrones. Cuando comienza el juego, Agrabah vuelve a estar en peligro, esta vez amenazada por la malvada hechicera Nasira (Jodi Benson).
La malvada bruja Nasira comienza su plan apoderándose del palacio con un hechizo y secuestrando a Jasmine (Linda Larkin) y al sultán (Val Bettin). Luego ordena al capitán de la guardia Razoul (Jim Cummings) que le lleve a Aladdin (Scott Weinger) vivo o muerto. También encarcela al Genio (Dan Castellaneta) en la Cueva de las Maravillas y le quita sus poderes mágicos. Nasira cree que si recolecta un conjunto de reliquias antiguas que se encuentran esparcidas por todo Agrabah, podría revivir a su hermano Jafar (Jonathan Freeman) y apoderarse del mundo, por lo que utiliza a sus cautivos para obligar a Aladdin a hacer este trabajo por ella. El juego termina con Nasira resucitando a Jafar en su guarida volcánica, pero Aladdin logra aplastar los artefactos y vencerle una vez más mientras Nasira huye y aparentemente sobrevive.

## Recepción
| Recepción |                       |
| --- | --------------------- |
| Puntuaciones de reseñas Evaluador Calificación Metacritic 61/100 [ 1 ] Puntuaciones de críticas Publicación Calificación AllGame [ 2 ] Electronic Gaming Monthly 4.33/10 [ 3 ] [ 4 ] Game Informer 6/10 [ 5 ] GameSpot 6.3/10 [ 6 ] IGN 6/10 [ 7 ] Jeuxvideo.com (PS) 15/20 [ 8 ] (PC) 12/20 [ 9 ] Official PlayStation Magazine (EEUU) [ 10 ] PlayStation Magazine 6/10 [ 11 ] |                       |
| Puntuaciones de reseñas |                       |
| Evaluador | Calificación          |
| Metacritic | 61/100                |
| Puntuaciones de críticas |                       |
| Publicación | Calificación          |
| AllGame | [ 2 ]                 |
| Electronic Gaming Monthly | 4.33/10               |
| Game Informer | 6/10                  |
| GameSpot | 6.3/10                |
| IGN | 6/10                  |
| Jeuxvideo.com | (PS) 15/20 (PC) 12/20 |
| Official PlayStation Magazine (EEUU) | [ 10 ]                |
| PlayStation Magazine | 6/10                  |

La versión de PlayStation recibió críticas "mixtas" según el sitio web agregador de reseñas Metacritic. David Chen de NextGen , sin embargo, lo llamó "Un juego bien hecho, fácil, pero perfecto para niños". Human Tornado de GamePro lo llamó "una experiencia divertida que es más adecuada para los jugadores más jóvenes."